# Melindjoe
De melindjoe (Gnetum gnemon) is een plant uit de familie Gnetaceae. De Indonesische naam is melinjo.
Het is een groenblijvende, tot 10 m hoge boom met een slank uiterlijk. De plant is dicht vertakt. De stam heeft halvemaanvormige bladknopen, die als ribbels uitsteken.
De tegenoverstaande bladeren zijn dun, leerachtig, glanzend, donkergroen aan beide zijden en gaafrandig. Ze zijn lancetvormig, toegespitst en tot 30 cm lang en tot 8 cm breed.
De kleine bloemen zitten in tot 10 cm lange trossen, die in de bladoksels staan.
De zaden zijn tot 3,5 × 1,8 cm groot en hebben de vorm van olijven. De harde, leerachtige schil is zo'n 1 mm dik, en rijpt van groen via geel tot donkerrood. De kern van het zaad is wit, nootachtig van consistentie en smaakt bitter. De zaden zijn rijk aan zetmeel, mineralen, caroteen en vitamine C.
Uit de vezelige schors van de boom kunnen hoogwaardige, zeewaterbestendige touwen, netten en vissnoeren worden gemaakt. De bladeren en vruchten van de melindjoe worden gebruikt in Indonesische gerechten, bijvoorbeeld in sajoer lodeh. Van de zaden wordt ook emping gemaakt.
De melindjoe komt van nature voor in Oost- en Zuidoost-Azië en Fiji. Vooral in Zuidoost-Azië wordt de soort veel verbouwd.
|  |
|  |